# 藤本賞
藤本賞（ふじもとしょう）は、1981年に設立された日本の映画賞である。各年で著しい功績をあげた映画製作者に贈られる。翌年の4月頃に受賞者が発表され、6月に授賞式が行われる。2008年以降は一般社団法人映画演劇文化協会が主催している。
生涯を映画製作に捧げ、277本の作品を世に送り出した映画プロデューサー・藤本真澄の功績を讃え、東宝によって設立された賞であり、著しい活躍をした映画製作者を表彰する。現在、映画製作者を表彰する唯一の賞である。

## 部門
- 藤本賞
- 藤本賞・特別賞
- 藤本賞・奨励賞員
- 藤本賞・新人賞

## 受賞作

### 第1回から第10回
第1回（1981年）
- 藤本賞：角川春樹「セーラー服と機関銃」他製作
- 藤本賞・奨励賞：木村元保「泥の河」他製作

第2回（1982年）
- 藤本賞：徳間康快「未完の対局」製作
- 藤本賞・奨励賞：小島義史「マタギ」製作

第3回（1983年）
- 藤本賞：鹿内春雄・古岡滉・蔵原惟繕「南極物語」製作
- 藤本賞・奨励賞：大澤豊・神山征二郎・後藤俊夫「ふるさと」製作
- 藤本賞・特別賞：須藤博・荒木正也・安武龍「東京裁判」製作

第4回（1984年）
- 藤本賞：伊丹十三・玉置泰・岡田裕「お葬式」製作
- 藤本賞・特別賞：島津清「男はつらいよ」シリーズ製作
- 藤本賞・新人賞：川島透「チ・ン・ピ・ラ」監督

第5回（1985年）
- 藤本賞・特別賞：古川勝己・S・シルベルマン・原正人「乱」製作
- 藤本賞・奨励賞：黒澤満・藤峰貞利「それから」製作

第6回（1986年）
- 藤本賞：日枝久・角谷優「子猫物語」製作
- 藤本賞・特別賞：滝島恵一郎・大塚和・宮川孝至「海と毒薬」製作
- 藤本賞・特別賞：渡辺晋

第7回（1987年）
- 藤本賞：奥山和由「ハチ公物語」製作
- 藤本賞・奨励賞：日下部五朗「夜汽車」、「吉原炎上」製作
- 藤本賞・特別賞：佐藤一郎

第8回（1988年）
- 藤本賞：徳間康快「敦煌」、「となりのトトロ」製作
- 藤本賞・奨励賞：武敬子「いこかもどろか」製作
- 藤本賞・新人賞：鍋島壽夫「TOMORROW・明日」製作

第9回（1989年）
- 藤本賞・特別賞：高丘季昭・山口一信「千利休 本覺坊遺文」製作
- 藤本賞・特別賞：山内静夫・峰村永夫・渡辺一夫「利休」製作
- 藤本賞・奨励賞：佐藤雅夫・奈村協・妹尾啓太「社葬」製作
- 藤本賞・新人賞：飯野久「黒い雨」製作

第10回（1990年）
- 藤本賞：岡本みね子「大誘拐」製作
- 藤本賞・特別賞：藤子不二雄Ⓐ「少年時代」製作
- 藤本賞・奨励賞：内藤誠・瀬島光雄・中川滋弘「釣りバカ日誌3」製作

### 第11回から第20回
第11回（1991年）
- 藤本賞：田中友幸「ゴジラ」他製作
- 藤本賞・特別賞：宮崎駿・原徹・鈴木敏夫「おもひでぽろぽろ」製作
- 藤本賞・奨励賞：小田久栄門・奥山和由・荒戸源次郎「外科室」製作
- 藤本賞・新人賞：周防正行「シコふんじゃった。」演出

第12回（1992年）
- 藤本賞：徳間康快「おろしや国酔夢譚」、「紅の豚」製作
- 藤本賞・特別賞：高丘季昭・川口正志「橋のない川」製作
- 藤本賞・奨励賞：中島丈博「おこげ」製作

第13回（1993年）
- 藤本賞：村上光一「水の旅人-侍KIDS-」他製作
- 藤本賞・特別賞：小川安三「虹の橋」製作
- 藤本賞・奨励賞：李鳳宇「月はどっちに出ている」製作

第14回（1994年）
- 藤本賞：フランキー堺「写楽」製作
- 藤本賞・特別賞：小林佐智子「全身小説家」製作
- 藤本賞・奨励賞：稲見宗孝・古川吉彦・中川眞次・伊地智啓「居酒屋ゆうれい」製作

第15回（1995年）
- 藤本賞：合津直枝「幻の光」製作
- 藤本賞・特別賞：佐藤正之「深い河」他製作
- 藤本賞・特別賞：小寺弘之「眠る男」製作
- 藤本賞・奨励賞：藤子・F・不二雄「ドラえもん」シリーズ製作

第16回（1996年）
- 藤本賞・特別賞：山上徹二郎・庄幸司郎「絵の中のぼくの村」製作
- 藤本賞・特別賞：河井真也「スワロウテイル」製作
- 藤本賞・奨励賞：森昌行・柘植靖司・吉田多喜男「キッズ・リターン」製作
- 藤本賞・新人賞：井坂聡「Focus」監督

第17回（1997年）
- 藤本賞：徳間康快・鈴木敏夫「もののけ姫」製作
- 藤本賞・特別賞：角川歴彦・原正人「失楽園」、「リング」、「らせん」製作
- 藤本賞・特別賞：飯野久「うなぎ」製作
- 藤本賞・奨励賞：石原隆「ラヂオの時間」製作
- 藤本賞・新人賞：藤原智子「ルイズ その旅立ち」

第18回（1998年）
- 藤本賞：亀山千広「踊る大捜査線 THE MOVIE」製作
- 藤本賞・特別賞：俊藤浩滋「残侠」及び任侠映画シリーズ製作
- 藤本賞・特別賞：山田洋次「学校」シリーズ製作
- 藤本賞・新人賞：本木克英「てなもんや商社」監督

第19回（1999年）
- 藤本賞：坂上順「鉄道員 ぽっぽや」製作
- 藤本賞・特別賞：西岡善信「梟の城」、「御法度」美術創造
- 藤本賞・特別賞：工藤充
- 藤本賞・特別賞：笠原良三
- 藤本賞・新人賞：小泉堯史「雨あがる」監督

第20回（2000年）
- 藤本賞：小滝祥平「ホワイトアウト」製作
- 藤本賞・特別賞：新藤兼人「三文役者」監督
- 藤本賞・特別賞：原田満生・宮本まさ江「ざわざわ下北沢」製作
- 藤本賞・特別賞：槙坪夛鶴子「老親」製作・監督
- 藤本賞・奨励賞：椎井友紀子「顔」製作
- 藤本賞・新人賞：深作健太「バトル・ロワイアル」製作

### 第21回から第30回
第21回（2001年）
- 藤本賞：鈴木敏夫「千と千尋の神隠し」製作
- 藤本賞・特別賞：植村伴次郎「陰陽師」製作
- 藤本賞・特別賞：高倉健「ホタル」製作貢献
- 藤本賞・奨励賞：桝井省志「ウォーターボーイズ」製作
- 藤本賞・奨励賞：渡辺繁「メトロポリス」製作
- 藤本賞・新人賞：長澤雅彦「ココニイルコト」監督

第22回（2002年）
- 藤本賞：山田洋次「たそがれ清兵衛」製作
- 藤本賞・特別賞：児玉守弘「黄泉がえり」製作
- 藤本賞・特別賞：大林恭子「なごり雪」製作
- 藤本賞・奨励賞：原恵一「クレヨンしんちゃん 嵐を呼ぶ アッパレ!戦国大合戦」監督
- 藤本賞・新人賞：若杉正明「刑務所の中」製作

第23回（2003年）
- 藤本賞：亀山千広・永田芳男・織田裕二「踊る大捜査線 THE MOVIE2レインボーブリッジを封鎖せよ!」製作
- 藤本賞・特別賞：久保田修・小川真司「ジョゼと虎と魚たち」製作
- 藤本賞・特別賞：森重晃「ヴァイブレータ」製作
- 藤本賞・奨励賞：丸山正雄「東京ゴッドファーザーズ」製作
- 藤本賞・奨励賞：仙頭武則「美しい夏キリシマ」製作
- 藤本賞・新人賞：成島出「油断大敵」監督

第24回（2004年）
- 藤本賞：市川南・春名慶「世界の中心で、愛をさけぶ」製作
- 藤本賞・特別賞：株式会社小学館
- 藤本賞・特別賞：深田誠剛「父と暮らせば」製作
- 藤本賞・奨励賞：大林宣彦「理由」監督
- 藤本賞・新人賞：中島哲也「下妻物語」監督

第25回（2005年）
- 藤本賞：三谷幸喜「THE 有頂天ホテル」脚本、監督
- 藤本賞・特別賞：阿部秀司・奥田誠治「ALWAYS三丁目の夕日」製作
- 藤本賞・奨励賞：小泉堯史「博士の愛した数式」脚本、監督
- 藤本賞・奨励賞：野村恵一「二人日和」脚本、監督
- 藤本賞・新人賞：瀧本智行「樹の海」脚本、監督

第26回（2006年）
- 藤本賞：濱名一哉「日本沈没」、「涙そうそう」等TBS映画プロデュース
- 藤本賞・特別賞：川本喜八郎「死者の書」監督
- 藤本賞・特別賞：周防正行「それでもボクはやってない」脚本、監督
- 藤本賞・特別賞：渡辺謙「明日の記憶」製作
- 藤本賞・新人賞：せんぼんよしこ「赤い鯨と白い蛇」監督
- 藤本賞・新人賞：中村高寛「ヨコハマメリー」製作

第27回（2007年）
- 藤本賞：久保雅一・伊藤憲二郎「劇場版ポケットモンスター」シリーズ製作
- 藤本賞・特別賞：荻上直子「めがね」脚本、監督
- 藤本賞・奨励賞：森川真行・那須田淳「恋空」製作
- 藤本賞・新人賞：平形則安「陸に上がった軍艦」製作

第28回（2008年）
- 藤本賞：中沢敏明・本木雅弘「おくりびと」製作
- 藤本賞・特別賞：安田匡裕「歩いても歩いても」製作
- 藤本賞・奨励賞：木村威夫「夢のまにまに」監督
- 藤本賞・新人賞：佐藤嗣麻子「K-20 怪人二十面相・伝」監督

第29回（2009年）
- 藤本賞：木村大作「劔岳 点の記」監督
- 藤本賞・特別賞：角川歴彦「沈まぬ太陽」製作
- 藤本賞・奨励賞：石丸彰彦「ROOKIES－卒業－」製作
- 藤本賞・新人賞：板尾創路「板尾創路の脱獄王」監督・沖田修一「南極料理人」監督

第30回（2010年）
- 藤本賞：川村元気「悪人」「告白」製作
- 藤本賞・特別賞：杉田成道「最後の忠臣蔵」監督・Hara Office（代表：原正人）「武士の家計簿」製作
- 藤本賞・奨励賞：臼井裕詞「海猿」シリーズ製作
- 藤本賞・新人賞：天野和人「孤高のメス」製作

### 第31回から第40回
第31回（2011年）
- 藤本賞：新藤次郎「一枚のハガキ」製作
- 藤本賞・特別賞：依田巽、梅川治男「ヒミズ」製作
- 藤本賞・奨励賞：是枝裕和「エンディングノート」製作
- 藤本賞・新人賞：須藤泰司「探偵はBARにいる」製作

第32回（2012年）
- 藤本賞：稲葉直人「テルマエ・ロマエ」製作
- 藤本賞・特別賞：河村光庸「かぞくのくに」製作・諏訪道彦、浅井認、石山桂一「名探偵コナン」シリーズ製作
- 藤本賞・奨励賞：原田眞人、石塚慶生「わが母の記」製作・佐藤貴博「桐島、部活やめるってよ」製作

第33回（2013年）
- 藤本賞：市川南、畠中達郎、プロデュースチーム「永遠の0」製作
- 藤本賞・特別賞：井之原尊、村岡克彦「ペコロスの母に会いに行く」製作
- 藤本賞・奨励賞：楠山忠之「陸軍登戸研究所」製作

第34回（2014年）
- 藤本賞：伊藤善章、梅澤道彦、阿部秀司「STAND BY ME ドラえもん」製作
- 藤本賞・特別賞：小岩井宏悦「るろうに剣心　京都大火編／伝説の最期編」製作
- 藤本賞・奨励賞：佐藤現「百円の恋」製作

第35回（2015年）
- 藤本賞：那須田淳、進藤淳一「映画 ビリギャル」 製作
- 藤本賞・特別賞：松崎薫「海街diary」、川村元気「バクマン。」
- 藤本賞・奨励賞：深田誠剛、小野仁史「恋人たち」

第36回（2016年）
- 藤本賞：新海誠、川口典孝、古澤佳寛、川村元気 「君の名は。」 製作
- 藤本賞・特別賞：山内章弘、佐藤善宏 「シン・ゴジラ」 製作、丸山正雄、真木太郎 「この世界の片隅に」 製作

第37回（2017年）
- 藤本賞：青山剛昌、近藤秀峰、米倉功人、石山桂一 「名探偵コナン から紅の恋歌」 製作
- 藤本賞・特別賞：松橋真三 「銀魂」製作
- 藤本賞・奨励賞：春名慶、臼井央 「君の膵臓をたべたい」製作

第38回（2018年）
- 藤本賞：是枝裕和 「万引き家族」監督
- 藤本賞・特別賞：若松央樹 「翔んで埼玉」製作
- 藤本賞・奨励賞：増本淳 「劇場版 コード・ブルー -ドクターヘリ緊急救命-」製作
- 藤本賞・新人賞：上田慎一郎 「カメラを止めるな!」監督

第39回（2019年）
- 藤本賞：河村光庸 「新聞記者」製作
- 藤本賞・特別賞：松橋真三、村田千恵子、稗田晋、森亮介、北島直明 「キングダム」製作
- 藤本賞・奨励賞：佐藤善洋、石黒裕亮、加倉井誠人 「蜜蜂と遠雷」製作

第40回（2020年）
- 藤本賞：岩上敦宏、近藤光、大好誠 「劇場版 鬼滅の刃 無限列車編」製作
- 藤本賞・特別賞：那須田淳、渡辺信也、進藤淳一 「罪の声」製作
- 藤本賞・奨励賞：孫家邦、菊地美世志 「花束みたいな恋をした」製作・小川真司 「浅田家!」製作

### 第41回以降
第41回（2021年）
- 藤本賞：山本晃久「ドライブ・マイ・カー」製作
- 藤本賞・特別賞：緒方智幸「シン・エヴァンゲリオン劇場版𝄇」製作
- 藤本賞・奨励賞：プロデュース・チーム「劇場版 呪術廻戦 0」製作
- 藤本賞・新人賞：岡田翔太「東京リベンジャーズ」製作

第42回（2022年）
- 藤本賞：松井俊之「THE FIRST SLAM DUNK」製作
- 藤本賞・特別賞：尾田栄一郎、梶本圭、柴田宏明、髙野健「ONE PIECE FILM RED」製作
- 藤本賞・奨励賞：平野隆、下田淳行「ラーゲリより愛を込めて」製作
- 藤本賞・新人賞：

- 武井克弘、備前島幹人「BLUE GIANT」製作
- 深瀬和美「死刑にいたる病」製作
- 宮川朋之「仕掛人・藤枝梅安」製作

第43回（2023年）
- 藤本賞：「ゴジラ-1.0」製作
- 藤本賞・特別賞：「PERFECT DAYS」製作
- 藤本賞・新人賞：「鬼太郎誕生 ゲゲゲの謎」製作

第44回（2024年）
- 藤本賞：「ラストマイル」製作
- 藤本賞・特別賞：「ルックバック」製作
- 藤本賞・奨励賞：「侍タイムスリッパー」製作